# Chrysometa eugeni
Espèce
Chrysometa eugeni est une espèce d'araignées aranéomorphes de la famille des Tetragnathidae.

## Distribution
Cette espèce est endémique des Petites Antilles. Elle se rencontre à Saint-Vincent à Saint-Vincent-et-les-Grenadines et en Martinique.

## Description
La femelle holotype mesure 4,5 mm et le mâle paratype 3,8 mm.

## Étymologie
Cette espèce est nommée en l'honneur d'Eugène Simon.

## Publication originale
- Levi, 1986 : The Neotropical orb-weaver genera Chrysometa and Homalometa (Araneae: Tetragnathidae). Bulletin of the Museum of Comparative Zoology, vol. 151, no 3, p. 91-215 (texte intégral).